# 安西氏
安西氏（あんざいし/あんさいし）は、中世に安房国安房郡に勢力を持った豪族。

## 出自
房総平氏の一族とする説がある。平忠常の孫・常長六男の常遠が安西七郎と称して安房国に住んだとする説で、後述の安西景益は常遠の孫という。また太田亮は平群氏後裔との説を紹介している。なお三浦氏族にも安西氏がいるようだが、こちらは駿河国安倍郡を本貫とする一族のようで、江戸時代に旗本となっている。

## 活躍
平安時代後期、在庁官人となっていた安西朝景は同郡の神余氏や沼氏、朝夷郡の丸氏とともに源義朝の家人となって保元の乱に従軍している。義朝の子・頼朝の代には朝景の子で安房郡平松城（現・南房総市池之内）に居を構えたという三郎景益が丸氏・東条氏とともに従い、石橋山の戦いで敗れた頼朝を自領へ迎え入れたことで知られる。景益は鎌倉時代には御家人となって同郡内に地歩を固めた。なお景益が平群郡郡司に補任され、南北朝時代には同郡勝山（現・鋸南町勝山）に移り住んだというが確認できない。
室町時代にも安房郡及び平郡南部に勢力を保った。15世紀半ばには勝山城主として、神余氏に下克上を起こした山下定包を倒し、さらに東条氏と結んで丸氏を滅ぼして優勢を誇ったが、その後里見氏に降ってその家臣になったとされる。里見旧臣の家柄のうち一家は江戸時代に旗本となっている。